# Johann Friedrich Heinrich Schlosser

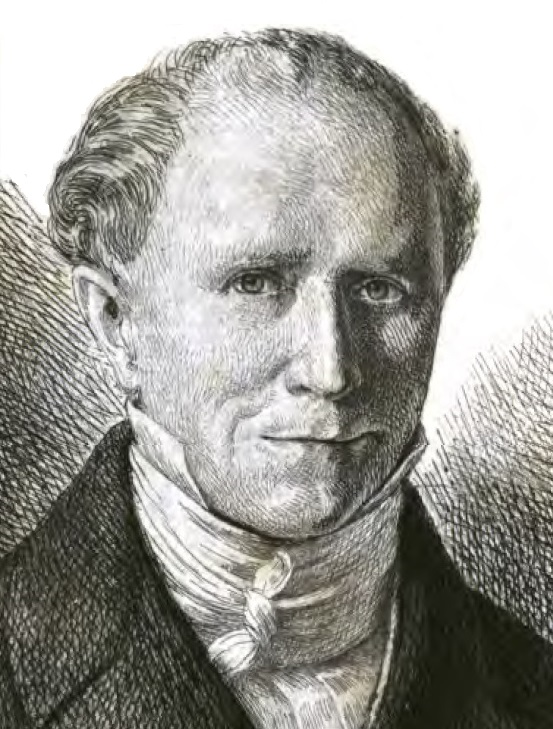
Johann Friedrich Heinrich Schlosser

Johann Friedrich Heinrich Schlosser, auch Fritz Schlosser genannt, (* 30. Dezember 1780 in Frankfurt am Main; † 22. Januar 1851 ebenda) war ein Jurist, Kaiserlicher Rat, Schriftsteller, Privatgelehrter und Privatier. Er erwarb im Zuge der Säkularisation, während der Ära der Napoleonischen Herrschaft, das Kloster Stift Neuburg als Sommersitz. Das Kloster blieb für 100 Jahre im Familienbesitz und war in dieser Zeit Stätte bedeutender Begegnungen von Künstlern und Gelehrten.

## Herkunft – Familienverbindungen
Schlosser stammte aus einer angesehenen Frankfurter lutherisch-evangelischen Pfarrer- und Juristen Familie. Sein Urgroßvater Heinrich Ludwig Schlosser war Pfarrer an der Frankfurter Katharinenkirche, sein Großvater Erasmus Carl Schlosser (1696–1773), verheiratet mit Susanne Maria Orth, Jurist, Schöffe und 1757/58 und 1764/65 zweimal Älterer Bürgermeister der Freien Reichsstadt Frankfurt. Friedrichs Vater Hieronymus Peter Schlosser (1735–1797) und dessen jüngerer Bruder Johann Georg Schlosser (1739–1799) waren ebenfalls Juristen und bekleideten hohe Ämter. Friedrichs Onkel Johann Georg war in erster Ehe mit Cornelia Goethe (1750–1777), der Schwester Johann Wolfgang Goethes, verheiratet.

## Beruflicher Weg – Philosophie – Religion
Fritz war Schüler des Städtischen Gymnasiums und studierte ab 1799 Rechtswissenschaft, zunächst in Halle an der Saale, später in Jena, wo er persönlich Schiller und Goethe kennenlernte. In Göttingen promovierte er. Mit Goethe entwickelte er eine lebenslange Freundschaft. Schlosser beriet Goethe in juristischen Fragen, die dessen Frankfurter Bürgerrecht betrafen, und informierte ihn 1808 vom Tod seiner Mutter Catharina Elisabeth Goethe, deren Erbschaft er regelte.
1806 ernannte ihn der neue Herr der mediatisierten Reichsstadt, Fürstprimas Dalberg, zum Fürstlich Primatischen Stadt- und Landgerichtsrat und übertrug ihm die Ausarbeitung eines Handelsgesetzbuches für die Stadt Frankfurt nach dem Vorbild des kaiserlich-französischen Handelsgesetzbuches Code de Commerce. Im Jahre 1809 heiratete er Sophie Charlotte du Fay (1786–1865), eine Tochter aus der begüterten Frankfurter Hugenottenfamilie du Fay, deren Nichte später in die Familie Bernus einheiratete. 1812 wurde er Oberschulrat und Direktor des neu gegründeten Lyceum Carolinum.
Nach dem Ende des Großherzogtums Frankfurt stellte der Wiener Kongress die Souveränität der Freien Stadt Frankfurt wieder her. Schlosser nahm im Auftrag einer Gruppe von Frankfurter Bankiers und Kaufleuten am Kongress teil. In Wien wandte er sich unter dem Einfluss von Klemens Maria Hofbauer (1761–1820) dem Katholizismus zu und trat am 21. Dezember 1814, wie bereits sein Bruder Christian Friedrich Schlosser, mit seiner Ehefrau Sophie Charlotte zum Katholizismus über. Damit gab er alle öffentlichen Ämter in Frankfurt auf.
Mitte 1815 kehrte er nach Frankfurt zurück und nahm als Jurist am Streit um die künftige Verfassung der Freien Stadt Frankfurt teil. Ein Verfassungsentwurf, an dem Schlosser mitgearbeitet hatte, wurde nicht verwirklicht. Stattdessen trat 1816 eine modifizierte Fassung der früheren reichsstädtischen Verfassung, die Konstitutionsergänzungsakte, in Kraft. Schlosser kritisierte die darin getroffenen Regelungen zur Aufsicht des Städtischen Senats über die Kirchen aller Konfessionen und setzte sich für die Rechte der katholischen Gemeinde ein. 1819 beteiligte er sich als Freund des Freiherrn vom Stein an der Gründung der Gesellschaft für ältere deutsche Geschichtskunde in Frankfurt und an deren wichtigstem Projekt der Monumenta Germaniae Historica. 1823 gab er seine juristische Tätigkeit auf und zog sich ins Privatleben zurück.

## Förderer der Künste – Bibliothek und Vermächtnis
In den Jahren 1834–1835 bereiste Fritz Schlosser Italien und förderte seitdem die Kunst der Nazarener. Schlosser beherrschte mehrere Sprachen und schuf zahlreiche Übersetzungen aus dem Lateinischen, Französischen und Italienischen, darunter auch Nachdichtungen von Sonetten. Als Anhänger einer konservativen, ultramontanen Politik brachte er für die Deutsche Revolution 1848/1849 kein Verständnis auf.
Seine rund 35.000 Bände umfassende Bibliothek vermachte er noch vor seinem Tode dem Mainzer Priesterseminar, das heute noch in der Mainzer Martinus-Bibliothek diesen Kosmos des damaligen zeitgenössischen Wissens und der Kunst, mit wertvollen Erstausgaben, handschriftlichen Notizen und Briefen pflegt und bewahrt.

## Stift Neuburg

### Literaten – Musikfreunde

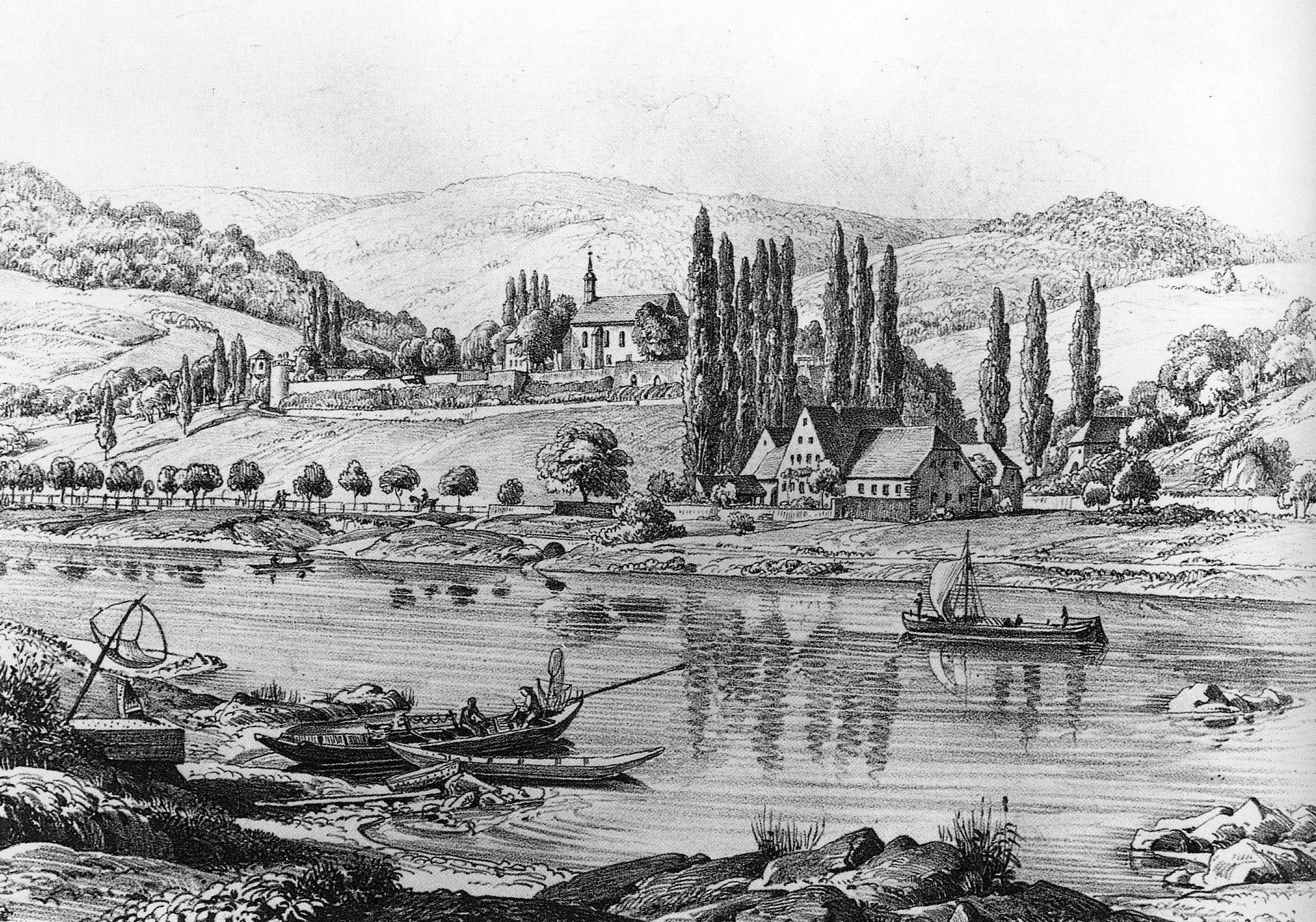
Stift Neuburg; eine von sechs zeitgenössischen Lithographien um 1830 von Ernst Fries

Johann Friedrich Heinrich Schlosser lebte fortan als Literatursammler und Privatgelehrter. Im Jahre 1825 erwarb er die säkularisierte Klosteranlage Stift Neuburg am Neckar bei Heidelberg und baute das Gebäude zu einem Treffpunkt für Literaten, Musiker und Kunstfreunde um und aus. Dies wurde zu seiner herausragenden Lebensleistung. So ließ er unter anderem die Klosterkirche durch Heinrich Hübsch neugotisch gestalten. Die Konservativen nannten Neuburg abfällig eine „Romantikerklause“, die Liberalen sprachen von der „ultramontanen Gespensterburg“. In der Abteikirche war die erste Goethe-Gedenkstätte errichtet worden. Goethes Sohn und Enkel kehrten in Neuburg ebenso oft und gern ein wie Goethes ehemalige Geliebte Marianne von Willemer oder der regierende badische Großherzog Leopold von Baden. Nur Goethe selbst war nie dort.

### Familie du Fay/von Bernus
Schlossers Ehe war kinderlos geblieben, deshalb ging das Stift Neuburg im Erbgang erst an seine Ehefrau Sophie Charlotte, geborene du Fay, und nach deren Tode 1865 an ihre Nichte Marie du Fay und deren Ehemann Franz von Bernus über.

## Schriften
- Hauptwerk: Die morgenländische orthodoxe Kirche Rußlands und das europäische Abendland. Heidelberg 1845.
- Die Kirche in ihren Liedern durch alle Jahrhunderte. 2 Bände. Mainz 1851–52. 2. Auflage; ediert von E. M. Lieber. 1863 .
- Wanderfrüchte (übertragene Poesien), 4 Bände; ediert von Sophie Schlosser. Mainz 1856–59 .
- Übersetzung von Alessandro Manzonis Trauerspiel Adelgis, Heidelberg 1856 (Nachauflage)